# Cotegipe
Cotegipe est une municipalité brésilienne de l'État de Bahia et la microrégion de Cotegipe.